# Зуев, Владимир Сергеевич
Владимир Сергеевич Зуев (укр. Володимир Сергійович Зуєв; род. 11 мая 1985 года в Харькове, УССР, СССР) — украинский фигурист, выступавший в танцах на льду. В паре с Аллой Бекназаровой — двукратный чемпион Украины, бронзовый призёр зимней Универсиады 2009, участник чемпионатов мира и Европы, неоднократный победитель и призёр прочих международных соревнований по фигурному катанию. Завершил карьеру в 2010 году.

## Карьера
Владимир Зуев начал кататься на коньках в возрасте 3 лет. В юниорах выступал с Оксаной Дайнеко, но без значительных успехов, на международный уровень они не выходили. В 2005 году встал в пару с более опытной Аллой Бекназаровой, которая переехала для тренировок в Харьков.
На своём первом совместном чемпионате Украины в 2006 году пара заняла 4-е место. Однако, после Олимпиады в Турине завершили карьеру два лидирующих танцевальных дуэта украинской сборной — Елена Грушина/Руслан Гончаров и Юлия Головина/Олег Войко, поэтому дуэт попал на чемпионат мира, где они выступили неудачно и заняли 24-е место. Этот чемпионат мира стал единственным в их карьере, несмотря на последовавшие две золотые медали национальных чемпионатов (2007 и 2008 годы), так как Алла и Сергей на чемпионатах Европы показывали результаты хуже чем Анна Задорожнюк и Сергей Вербилло, которых обыгрывали на внутренней арене.
Тренировалась пара у Галины Чуриловой, а в 2008 году к их подготовке подключились Наталья Линичук и Геннадий Карпоносов. Под их руководством пара добилась своего наибольшего успеха — третье место на зимней Универсиаде-2009 в Харбине..
После неудачного олимпийскиго сезона 2009—2010, Владимир Зуев которого давно мучала травмированная нога принял решение завершить любительскую карьеру.

## Спортивные достижения
(с А.Бекназаровой)
| Соревнования           | 2004—05 | 2005—06 | 2006—07 | 2007—08 | 2008—09 | 2009—10 |
| ---------------------- | ------- | ------- | ------- | ------- | ------- | ------- |
| Чемпионаты мира        |         | 24      |         |         |         |         |
| Чемпионаты Европы      |         |         | 13      | 14      | 13      | 11      |
| Чемпионаты Украины     | 3       | 4       | 1       | 1       | 2       | 2       |
| NHK Trophy             |         |         |         | 9       |         |         |
| Cup of Russia          |         |         | 10      |         |         |         |
| Золотой конёк Загреба  |         | 1       | 2       | 1       | 1       |         |
| Finlandia Trophy       |         |         |         |         |         | 3       |
| Мемориал Карла Шефера  |         | 13      |         |         |         |         |
| Nebelhorn Trophy       |         |         |         | 3       |         |         |
| Мемориал Ондрея Непелы |         | 1       |         |         |         |         |
| Зимние Универсиады     |         |         |         |         | 3       |         |